# وزارت امور اجتماعی (استونی)
وزارت امور اجتماعی (استونیایی: Eesti Sotsiaalministeerium) یک وزارت در دولت استونی است که مسئول اجرای سیاست‌های اجتماعی همچون کار، بیمه و بهداشت در دولت استونی است.

## فهرست وزیران

### وزیر امور اجتماعی (۱۹۹۲–۲۰۱۴)
- ۲۲ اکتبر ۱۹۹۲ – ۲۰ سپتامبر ۱۹۹۴ ماریو لاوریستین.
- ۲۰ سپتامبر ۱۹۹۴ – ۱ مه ۱۹۹۵ توماس ویلوسیوس.
- ۱۷ آوریل ۱۹۹۵ – ۲۰ نوامبر ۱۹۹۵ سیری اوویر.
- ۶ نوامبر ۱۹۹۵ – ۱ دسامبر ۱۹۹۶ توماس ویلوسیوس.
- ۲ دسامبر ۱۹۹۶ – ۲۵ مارس ۱۹۹۹ Tiiu Aro.
- ۲۵ مارس ۱۹۹۹ – ۲۸ ژانویه ۲۰۰۲ ایکی نستور.
- ۲۸ ژانویه ۲۰۰۲ – ۹ آوریل ۲۰۰۳ سیری اوویر.
- ۱۰ آوریل ۲۰۰۳ – ۱۳ آوریل ۲۰۰۵ مارکو پومرانتس.
- ۱۳ آوریل ۲۰۰۵ – ۵ آوریل ۲۰۰۷ جک اب.
- ۵ آوریل ۲۰۰۷ – ۲۳ فوریه ۲۰۰۹ مارت ماریپو.
- ۲۳ فوریه ۲۰۰۹ – ۱۰ دسامبر ۲۰۱۲ هانو پوکور.
- ۱۱ دسامبر ۲۰۱۲ – ۲۶ مارس ۲۰۱۴ تاوی رویواس

### وزیر حمایت اجتماعی (۲۰۱۴–۲۰۱۹)
- ۲۶ مارس ۲۰۱۴ – ۳۰ مارس ۲۰۱۵ هلمن کوت
- ۹ آوریل ۲۰۱۵ – ۲۳ نوامبر ۲۰۱۶ مارگوس ساهکنا
- ۲۳ نوامبر ۲۰۱۶ – ۲۹ آوریل ۲۰۱۹ کایا ایوا

### وزیر بهداشت و کار (۲۰۱۴–۲۰۱۹)
- ۲۶ مارس ۲۰۱۴ – ۳۰ مارس ۲۰۱۵ اورماس کروس
- ۹ آوریل ۲۰۱۵ – ۱۴ سپتامبر ۲۰۱۵ رانار واسیلیف
- ۱۴ سپتامبر ۲۰۱۵ – ۲ مه ۲۰۱۸ یوگنی اوسینوفسکی
- ۲ مه ۲۰۱۸ – ۲۹ آوریل ۲۰۱۹ رینا سیکوت

### وزیر امور اجتماعی (۲۰۱۹–۲۰۲۱)
- ۲۹ آوریل ۲۰۱۹ – ۲۶ ژانویه ۲۰۲۱ تانل کیک

### وزیر بهداشت و کار (۲۰۲۱–تاکنون)
- ۲۶ ژانویه ۲۰۲۱ – تاکنون تانل کیک

### وزیر حمایت اجتماعی (۲۰۲۱–تاکنون)
- ۲۶ ژانویه ۲۰۲۱ – تاکنون سیگنه ریسالو